# Antilopa čtyřrohá
Antilopa čtyřrohá (Tetracerus quadricornis) také čtyřrožec srnčí, je jediný druh čeledi turovitých, jehož samci mají dva páry růžků.

## Popis
Je v kohoutku vysoká 55 až 65 cm, dlouhá 90 až 110 cm a váží 15 až 25 kg. Ocas měří 10 až 15 cm. Krátká, hrubá srst je svrchu těla je žlutohnědý, spodek těla a nohy jsou bělavé. Čenich a vnější plochy slechů jsou načernalé. Přes štíhlé nohy je nejasný pásek srsti tmavé barvy, malá kopyta jsou rozeklaná, vpředu kulatá.
Rohy rostou jen samcům. Hlavní pár vyrůstá kolmo nahoru mezi slechy, bývá vysoký nanejvýš 10 cm a objevuje se již v mladém věku. Druhý pár vyrůstá na nejpřednější části čela a dosahuje maximální délky do 5 cm, začínají růst až po 14 měsících věku. Sekundární rohy mohou u starších zvířat upadnout, u jiných zase nevyrostou vůbec a zvíře má na hlavě jen uzliny černé, bezchlupé kůže.

## Způsob života
Nejdůležitější je zřejmě pro antilopu čtyřrohou přítomnost pramene vody, kde by mohla alespoň jednou denně pít. Může to být jezero, rybník, vodní nádrž nebo studna přímo ve vesnic.
Antilopa potřebuje hustý rostlinný porost, který by jí chránil, ať už na louce, v parku nebo na kraji lesa. V dosahu musí být také dobrá pastva. Při pasení jí však můžeme pozorovat jen velmi vzácně, protože při nejmenším šelestu, který by značil nebezpečí, zmizí v porostu. Jakmile se dostatečně nažere, odchází do houštiny, kde v dobrém úkrytu před nepřáteli i denním horkem přežvykuje spasenou potravu. Antilopa čtyřrohá žije mezi skalami a kopci, na kterých se zlehka pohybuje. Když si vybere určité území, bývá mu po dlouhá léta věrná. Stejně jako většina ostatních antilop i tento druh ztrácí většinu životního prostředí rozšiřováním zemědělstvím.
Je to býložravec živicí se travinami, listím a případnými plody.

## Potrava a způsob přijímání potravy
Za potravou vychází výhradně při rozednívání a za soumraku. Opouští své spolehlivé úkryty v lesních houštinách a spásá trávu a byliny. Pohybuje se v pahorkatinách s hustými lesy a v křovinatých končinách. Dříve, než se pustí do pastvy, očichává antilopa rostliny nebo listy, aby se ujistila, že si vybrala jedlou a chutnou potravu.

## Rozmnožování
Během říje, která probíhá od července do září, jsou samci, jinak mírní, útoční vůči sokům. Po období březosti, která trvá 7,5 až 8 měsíců se rodí jedno až tři chůze schopná telata o váze asi 1 kg. Pohlavní zralosti dosahují antilopy ve věku jednoho roku. V zajetí se antilopa čtyřrohá dožívá průměrného věku 10 let.

## Ochrana
Podle IUCN je antilopa čtyřrohá považována za zranitelný druh. Místní obyvatelé ji většinou neloví, nemá chutné maso. Je však lovena kvůli unikátním trofejním rohům, také je vyhledávána pro chov v ZOO. Mezi přirozené nepřátele patří tygři, levharti, vlci a dhoulové.
Je to druh s rozptýlený výskytem a malým stavem populace (méně než 10 000 jedinců) a platí pro něj "Úmluva o mezinárodním obchodu ohroženými druhy volně žijících živočichů a planě rostoucích rostlin", která ve snaze zamezit nelegálnímu odchytu a prodeji ohrožených zvířat stanovuje pravidla pro obchodování. Nakládání s těmito zvířaty řídí "Vyhláška Ministerstva životního prostředí ze dne 2. dubna 1997", kterou se provádějí některá ustanovení "Zákona č. 16/1997 Sb. ..."

## Taxonomie
Rozeznáváme 3 poddruhy této antilopy. Dříve se řadil rod antilopa (Tetracerus) do podčeledi lesoni (Tragelapinae). Moderní taxonomie již tuto podčeleď neuznává a všechny její příslušníky řadí do podčeledi tuři (Bovinae). Přes zcela nepodobný vzhled je geneticky blízce příbuzná nilgauovi.
- čeleď turovití (Bovidae)
  - podčeleď tuři (Bovinae)
    - rod antilopa (Tetracerus)
      - druh antilopa čtyřrohá (Tetracerus quadricornis)
        - Tetracerus quadricornis iodes
        - Tetracerus quadricornis quadricornis
        - Tetracerus quadricornis subquadricornutus